# Лапланш, Морис Кужар де
Морис Кужар де Лапланш (фр. Maurice Coujard de Laplanche; 1843—1904) — французский миколог, энтомолог и землевладелец.

## Биография
Морис Кужар де Лапланш родился 22 мая 1843 года в коммуне Милле департамента Ньевр. За всю свою жизнь Лапланш почти не покидал департамент Ньевр. С 21 января 1878 по 31 октября 1885 он был главой коммуны Милле. Лапланш был одним из самых известных членов и вице-президентом Коневодческого общества Ниверне. В 1891 году Лапланш основал Общество взаимопомощи коммуны Люзи. В 1882 году Морис де Лапланш совершил поездку в центральный Тунис, тогда являвшийся французской колонией, где приобрёл участок земли. Брат Мориса, Жорж де Лапланш, интересовался энтомологией и малакологией, собирал гербарные образцы животных. После смерти Жоржа в Валенсии его гербарий был передан на хранение Морису. Морис де Лапланш также посещал экскурсии Французского энтомологического общества и собирал гербарные образцы жуков. Также Морис Кужар интересовался микологией, в 1894 году издал словарь названий грибов. Лапланш создал множество красочных ботанических иллюстраций. Также он принимал участие в основании Отёнского общества естественной истории. Также Лапланш исследовал причины исчезновения раков в ручьях массива Морван, однако его работа, посвящённая этим исследованиям, не была закончена. Морис де Лапланш умер 18 марта 1904 года в Отёне.

## Некоторые научные работы М. К. де Лапланша
- Laplanche, M.C. de (1894) Dictionnaire iconographique des Champignons superieurs, 541 pp.